# Baby You're a Rich Man
«Baby, You're a Rich Man» es una canción del grupo musical británico The Beatles, publicada en el álbum Magical Mystery Tour, de 1967.
Esta canción es un trabajo en conjunto de John Lennon y Paul McCartney, algo muy poco común en esos años. "Baby You're a Rich Man" era originalmente una canción de McCartney que no estaba acabada y se mezcló con "One of the Beautiful People", canción inacabada de Lennon. La grabaron en seis horas fuera de los EMI Studios, siendo la primera vez que lo hicieron en otros estudios, concretamente en el Olympic Sound.

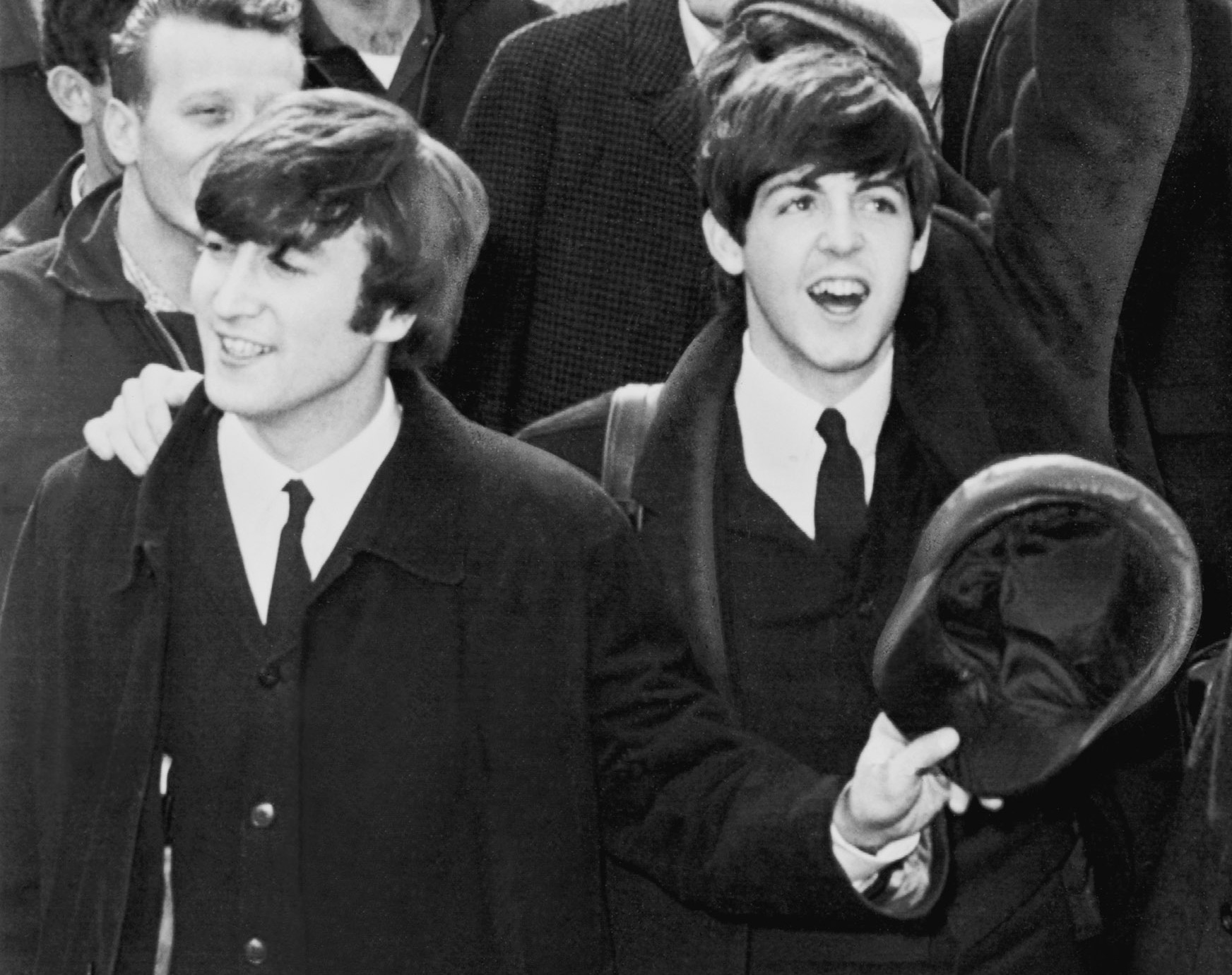
Lennon-McCartney, compositores de la canción.

La letra de "One of the Beautiful People" estaba basada en la nueva generación de hippies que tenía una manera de pensar positiva hacia la vida. Todo era bonito, como Paul dijo en una entrevista: "todo es fantástico y no hay nada malo si lo puedo considerar fantástico". La otra canción, "Baby You're a Rich Man", estaba dirigida a Brian Epstein, el mánager de The Beatles, y el sentido de la letra, según John, era claro: "deja de protestar, eres un hombre rico..."
La canción es utilizada en la escena final y los créditos de la película The social network. También aparece en una escena del animado Yellow Submarine  de 1968.

## Créditos
The Beatles
- John Lennon: voz principal, piano (Steinway Grand), clavioline (Selmer Concert).
- Paul McCartney: coros, bajo (Rickenbacker 4001s), piano (Steinway Grand).
- George Harrison: coros, guitarra eléctrica (Epiphone Casino), palmas.
- Ringo Starr: batería (Ludwig Super Classic), pandereta, maracas, palmas.

Músicos adicionales
- Eddie Kramer: vibráfono.
- Brian Jones: oboe
- Mick Jagger: coros

## Posición en las listas
| Año  | País           | Lista             | Posición | Semanas N.º 1 | Semanas en lista |
| ---- | -------------- | ----------------- | -------- | ------------- | ---------------- |
| 1967 | Estados Unidos | Billboard Hot 100 | 34       | —             | 5                |
| 1967 | Estados Unidos | Record World      | 60       | —             |                  |
| 1967 | Estados Unidos | Cash Box          | 60       | —             |                  |